# Saint-Hilaire-sur-Puiseaux
Saint-Hilaire-sur-Puiseaux é uma comuna francesa na região administrativa do Centro, no departamento Loiret. Estende-se por uma área de 11,67 km². Em 2010 a comuna tinha 176 habitantes (densidade: 15,1 hab./km²).